# Darvīsh Moḩammad
Darvīsh Moḩammad (persiska: دَرويش مُحَمَّد, درویش محمّد) är en ort i Iran.   Den ligger i provinsen Östazarbaijan, i den nordvästra delen av landet, 600 km nordväst om huvudstaden Teheran. Darvīsh Moḩammad ligger 1 151 meter över havet och antalet invånare är 528.
Terrängen runt Darvīsh Moḩammad är varierad.Runt Darvīsh Moḩammad är det ganska tätbefolkat, med 70 invånare per kvadratkilometer. Närmaste större samhälle är Marand, 14,6 km öster om Darvīsh Moḩammad. Trakten runt Darvīsh Moḩammad består till största delen av jordbruksmark.